# Cadaveria (canción)
Cadaveria es el vigésimo cuarto sencillo de la banda Mägo de Oz, Canción realizada en honor a la santa muerte, deidad de la cultura mexicana.

## Lista de canciones
| N.º | Título      | Duración |  |
| 1.  | «Cadaveria» | 4:48     |  |